# Dălgopol
Dălgopol (bulgariska: Дългопол) är en ort i Bulgarien.   Den ligger i kommunen Obsjtina Dălgopol och regionen Oblast Varna, i den östra delen av landet, 300 km öster om huvudstaden Sofia. Dălgopol ligger 34 meter över havet och antalet invånare är 5 272.